# Roberts (cràter)
|  | No s'ha de confondre amb Robert (cràter) o Robertson (cràter). |

Roberts és un cràter d'impacte que es troba a les latituds més al nord de la cara oculta de la Lluna. Es localitza a l'est-sud-est del cràter Karpinskiy, i al nord-oest de Sommerfeld. Al nord es troba Thiessen.

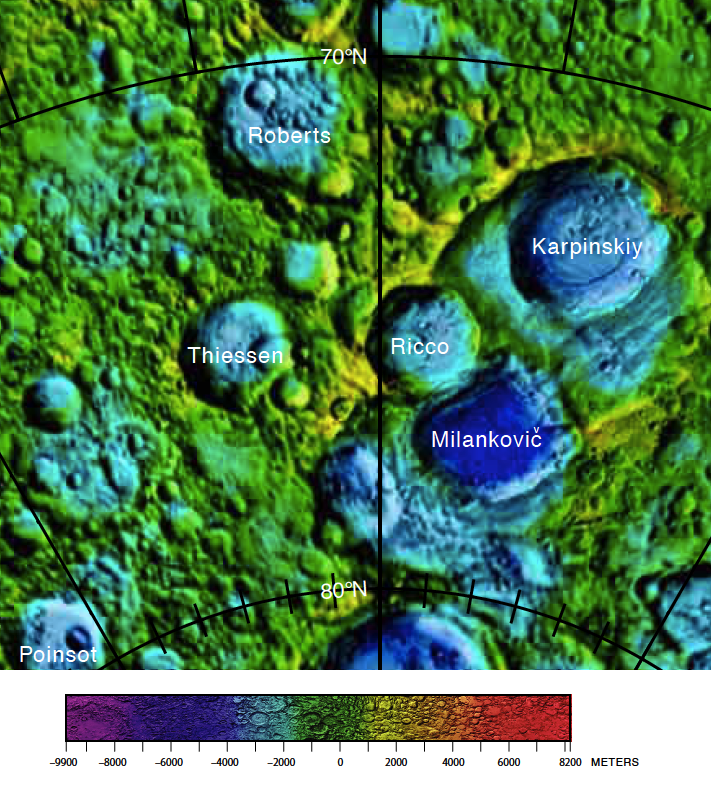
Localització de Roberts (centre superior de la imatge)
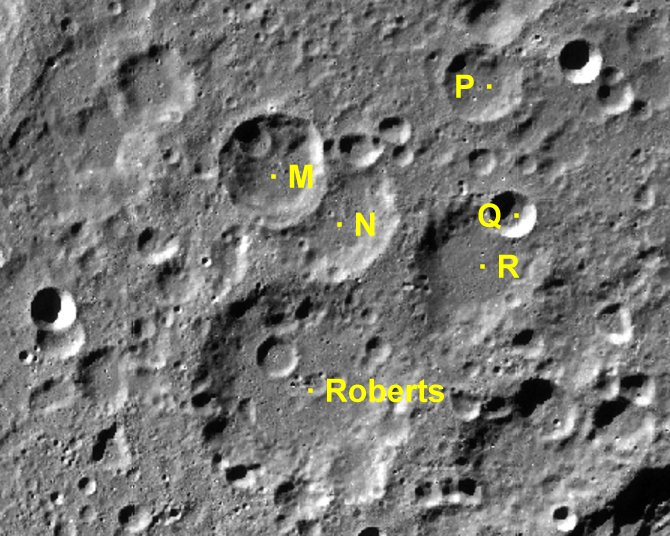
Cràters satèl·lit
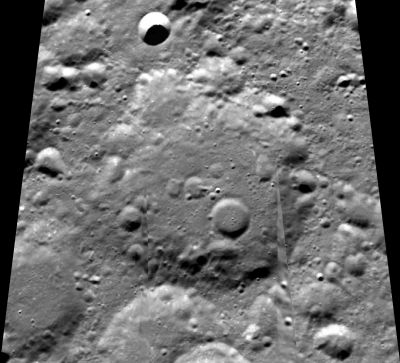
Fotografia de la missió Clementine (1994)

Es tracta d'un cràter molt desgastat i erosionat, amb una vora exterior arrodonida interrompuda i danyada per múltiples cràters més petits. Poc queda de la vora original més enllà de ressalt arrodonit i irregular a la superfície. El sòl interior també està marcat per una sèrie de petits cràters, sent el més notable un cràter a prop de la paret interior sud-sud-est.

## Cràters satèl·lit
Per convenció aquests elements són identificats en els mapes lunars posant la lletra en el costat del punt central del cràter que està més proper a Roberts.
| Roberts | Coordenades                            | Diàmetre |
| ------- | -------------------------------------- | -------- |
| M       | 68° 12′ N, 174° 18′ O / 68.2°N,174.3°O | 46 km    |
| N       | 69° 00′ N, 176° 18′ O / 69.0°N,176.3°O | 49 km    |
| P       | 67° 24′ N, 178° 42′ E / 67.4°N,178.7°E | 30 km    |
| Q       | 68° 54′ N, 177° 18′ E / 68.9°N,177.3°E | 19 km    |
| R       | 69° 54′ N, 178° 24′ E / 69.9°N,178.4°E | 59 km    |